# Home Run Bill
Home Run Bill è un cortometraggio muto del 1919. Il nome del regista non compare nei credit del film.

## Produzione
Il film fu prodotto dalla Nestor Film Company.

## Distribuzione
Distribuito dall'Universal Film Manufacturing Company, il film - un cortometraggio di una bobina - uscì nelle sale cinematografiche USA il 17 marzo 1919.